# 高等宗務官裁判所
高等宗務官裁判所（こうとうしゅうむかんさいばんしょ、英：The Court of High Commission）は、かつてイングランド王国に存在した、国王大権の下で開かれた裁判所。
テューダー朝のヘンリー8世は宗教改革でカトリック教会と決別、プロテスタントのイングランド国教会を創設し教会裁判権も王権に収めた。その際、王から裁判を任せられた高等宗務官（Commissioner）が前身で、1559年の国王至上法発布を契機に強化され、王権裁判所の1つとして設置された。
1580年代に常設裁判所となりカンタベリーとヨークに設置、ほとんどの分野に介入するようになり罰金や投獄も可能になり、カンタベリー大主教ジョン・ホイットギフトは高等宗務官裁判所を濫用して反対派を厳しく取り締まったが、活動が恣意的だったことからピューリタンとコモン・ロー法律家から強い反発を招き、1584年に枢密院で査問を受けたホイットギフトは強硬策を撤回せざるを得なかった。
ステュアート朝ではジェームズ1世が1604年に高等宗務官裁判所の権限を僅かながら縮小するということもあったが、弾圧機関として使われたことには変わらず、チャールズ1世の側近のカンタベリー大主教ウィリアム・ロードが星室庁と共に高等宗務官裁判所を反対派弾圧のために濫用、星室庁と並び専制的支配の代表機関と見做され、1640年4月の短期議会で批判された。同年11月から開かれた長期議会によりロードは失脚に追い込まれ、高等宗務官裁判所も1641年7月に制定された法案で星室庁と共に廃止された。清教徒革命（イングランド内戦）を経て王政復古の1660年に開かれた仮議会でも再確認され、復活することはなかった。